# Paratetyda

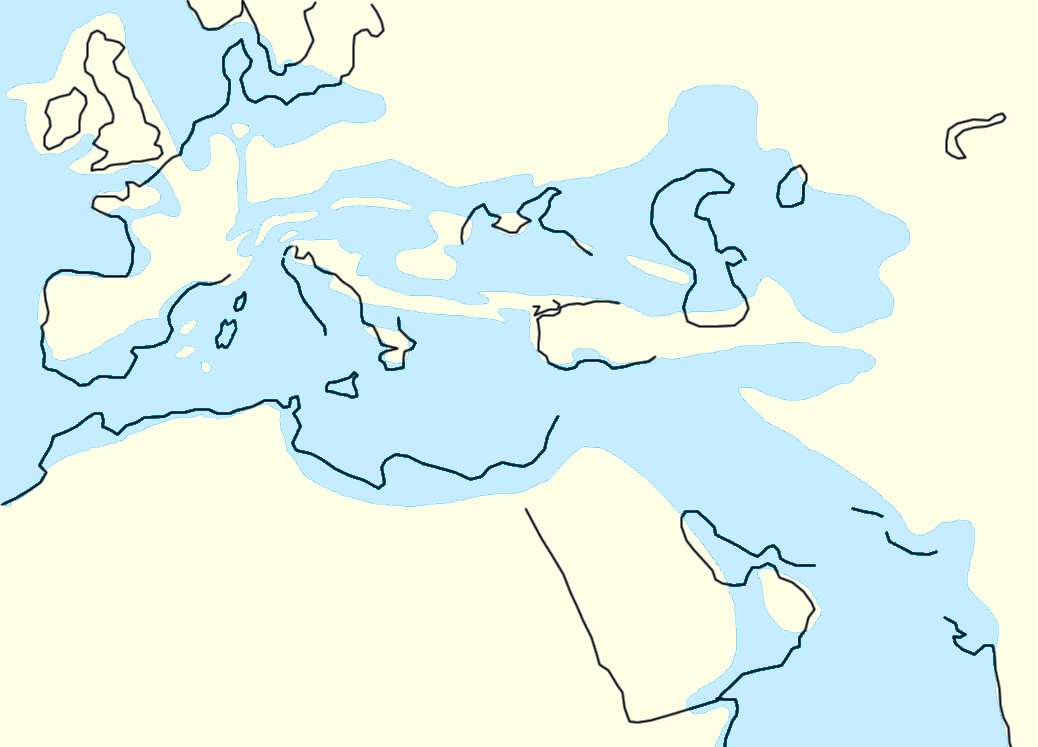
Ocean Tetydy i Paratetyda w oligocenie (rupel)

Paratetyda, rzadziej Morze Sarmackie – nieistniejące morze w Europie środkowej i południowo-wschodniej sięgające w głąb Azji Środkowej (mapy w pracy Roegela). Morze na obszarze Paratetydy powstało w późnej jurze jako północna część oceanu Tetydy. Paratetyda wyodrębniła się wskutek zmniejszającego się połączenia z południową resztką Tetydy (Morzem Śródziemnym) na przełomie eocenu i oligocenu (~34 mln lat temu), w wyniku powstawania gór w czasie orogenezy alpejskiej. Połączenia z innymi morzami naprzemiennie powstawały i zanikały, aż do całkowitej izolacji, wskutek zmian poziomów oceanów i ruchów tektonicznych. Duża część Paratetydy była płytka zajmując obszary szelfowe przy wyższym od obecnego poziomie mórz. Oprócz tego pokrywała obszary skorupy oceanicznej m.in. dzisiejszego Morza Czarnego, południowego Morza Kaspijskiego i zapadliska przedkarpackiego.

## Zanik
Wewnętrzną cześć zapadliska przedkarpackiego stanowiła skorupa oceaniczna płyty euroazjatyckiej, która uległa subdukcji pod nasuwającą się od południowego zachodu płytę Alcapy, obejmującą obszar Alp Wschodnich, Wewnętrznych Karpat Zachodnich i Niziny Panońskiej. Osady (flisz) z zapadliska przedkarpackiego zostały sfałdowane w Karpaty Zewnętrzne. Reszta basenów Paratetydy w Europie, w tym Morze Panońskie, została zasypana osadami naniesionymi z łańcuchów górskich powstających w czasie orogenezy alpejskiej oraz wydźwignięta. Współczesnymi pozostałościami Paratetydy są dzisiejsze Morze Czarne i Morze Kaspijskie, a także zanikłe na przełomie XX i XXI wieku Jezioro Aralskie. Zanikające morze pozostawiło na swoim obszarze także osady: gliny, piaski, wapienie i zlepieńce. Osady ewaporatów wskazują, że klimat w czasie ich powstawania był raczej suchy.